# Слънчев радиус
Слънчев радиус е измервателна единица в астрономията. Използва се за определяне размера на звездите. Равен е на настоящия радиус на Слънцето. Стойността му е
{\displaystyle 1\,R_{\odot }=6.960\times 10^{8}\,{\hbox{m}}=0.004652\,{\hbox{AU}}} (Астрономически единици).
Слънчевият радиус е приблизително равен на 695 000 km, което отговаря на около 111 Земни радиуса или 10 радиуса на Юпитер.